# Magnolia denudata
Magnolia denudata Desr., 1792, comunemente nota come magnolia yulan, è una pianta decidua originaria della Cina centrale ed orientale. È utilizzata come pianta ornamentale.

## Descrizione
Piccolo albero a foglie caduche che può presentare portamento arbustivo, fittamente ramificato e dalla chioma espansa; può raggiungere i 25 m in altezza. Ha foglie obovate, di un verde brillante, lunghe 15 cm e larghe 8 cm. La corteccia è di colore grigio scuro. In primavera, sul tronco ancora spoglio, produce fiori bianchi di 10–16 cm, con fragranza di limone.

## Usi
È utilizzata come pianta ornamentale nei giardini dei templi buddisti della Cina dal VII secolo. Durante la dinastia Tang i suoi fiori assunsero a simbolo di purezza e fu piantata nei giardini del palazzo imperiale. È il fiore ufficiale della città di Shanghai.
È stata introdotta in Inghilterra nel 1789 da Joseph Banks e negli Stati Uniti intorno al 1814.
Nel 1820, Étienne Soulange-Bodin ha ottenuto da essa l'ibrido Magnolia × soulangeana, con fiori rosa e dalla forma a calice, anch'essa molto usata a scopo ornamentale.